# Calbor
Calbor – wieś w Rumunii, w okręgu Braszów, w gminie Beclean. W 2011 roku liczyła 296 mieszkańców.